# Arabische Nächte (1979)
Arabische Nächte ist eine deutsche Filmkomödie von Klaus Lemke aus dem Jahr 1979.

## Handlung
Karin Weiß ist Tankstellenbesitzerin im Bayerischen Wald. Sie ist seit sechs Jahren mit dem Automechaniker und Stockcar-Fahrer Wolfgang zusammen, doch leidet die Beziehung unter Wolfgangs Seitensprüngen und den ständigen Ausgaben für seinen Autofimmel: Er liebt es, Wagen zu tunen und umzuspritzen, die er nur kurze Zeit später bei Rennen zu Schrott fährt. Karin kann den Autos immer weniger abgewinnen, sorgen die steigenden Benzinpreise doch für immer leerere Kassen. Sie gehört zu den wenigen Tankstellenbesitzern, die nicht mit Multi Oil zusammenarbeiten. Bei einer Versammlung legt sie sich lautstark mit Petersen an, dem Präsidenten der Gesellschaft.
Weil Wolfgang sie in ihrer Beziehung zum 15. Mal betrogen hat, trennt sich Karin von ihm. Mit ihrer Nebenbuhlerin Christl versteht sich Karin aber gut, sodass sie mit ihr nach London fährt. Dort will sie sich einen reichen Ölscheich suchen, der ihr nicht nur Schmuck, sondern auch eine Ölquelle schenken soll. Wolfgang schickt sie eine Ansichtskarte – vorgeblich aus Tunesien – ,in der sie ihm ihre Pläne offenbart. In London checken Karin und Christl als Mutter und Tochter von Reichenau in ein Nobelhotel ein, in dem Petersen gerade den Ölscheichs die Goldene Raffinerie für das europafreundlichste arabische Land schenken will. Petersen wird von den Scheichs für Karins Ehemann gehalten und nutzt die Gelegenheit, um Karin einem Scheich als Liebhaberin zu präsentieren.
Wolfgang hat unterdessen erkannt, dass er Karin wirklich liebt, und sich mit seinem besten Freund Mischa auf den Weg nach Tunesien gemacht. Erst dort bemerkt er, dass Karins Postkarte in London abgestempelt wurde, und fährt in die britische Hauptstadt. Hier findet er Karin und Christl, die gerade mit dem Scheich auf Juwelenkauftour sind. Er lügt sie an, dass er eine reiche Freundin gefunden habe. Karin lädt beide zu einer Feier des Scheichs ein. Er organisiert sich in der Not eine Stripteasetänzerin, mit der er auf der Feier erscheint. Als Karin dort immer noch die Kühle spielt, unterbricht er die Feier, gesteht Karin lautstark seine Liebe und macht ihr einen Heiratsantrag. Kurz darauf findet im Bayerischen die Hochzeit von Karin und Wolfgang statt.

## Produktion
In Grafenau (Niederbayern) fanden Teile der Dreharbeiten statt.
Die Kostüme schufen Rolf Albrecht und Freddy Zimmermann, die Filmbauten stammen von Bernd Matzerath und Laszlo Les Oelvedy. Die Filmpremiere fand am 16. November 1979 im Stuttgarter EM 2 statt. Am 3. August 1982 wurde der Film im ZDF gezeigt.
Ein Lied, das im Film gespielt wird, ist Arabian Affair von Abdul Hassan Orchestra.

## Kritik
Das Lexikon des internationalen Films nannte Arabische Nächte eine „[f]lotte Provinz-Komödie, die ihren Reiz vor allem den charmanten Darstellern und der unbekümmerten Improvisationslust des Regisseurs verdankt. Eine kunst- und genußvoll ausgekostete Trivialität.“ „In der Ölkrisen-Plotte ‚Arabische Nächte‘ hatte der gerühmte Lemke-Touch schon arg gelitten. Da war ihm […] manch billiger Gag unterlaufen“, konstatierte der Spiegel; mit „dämlichen Sprüchen […] und Scherzen erschöpft sich bereits die Jux-Qualität“.